# Maskentrogon

Verbreitungsgebiet des Maskentrogons

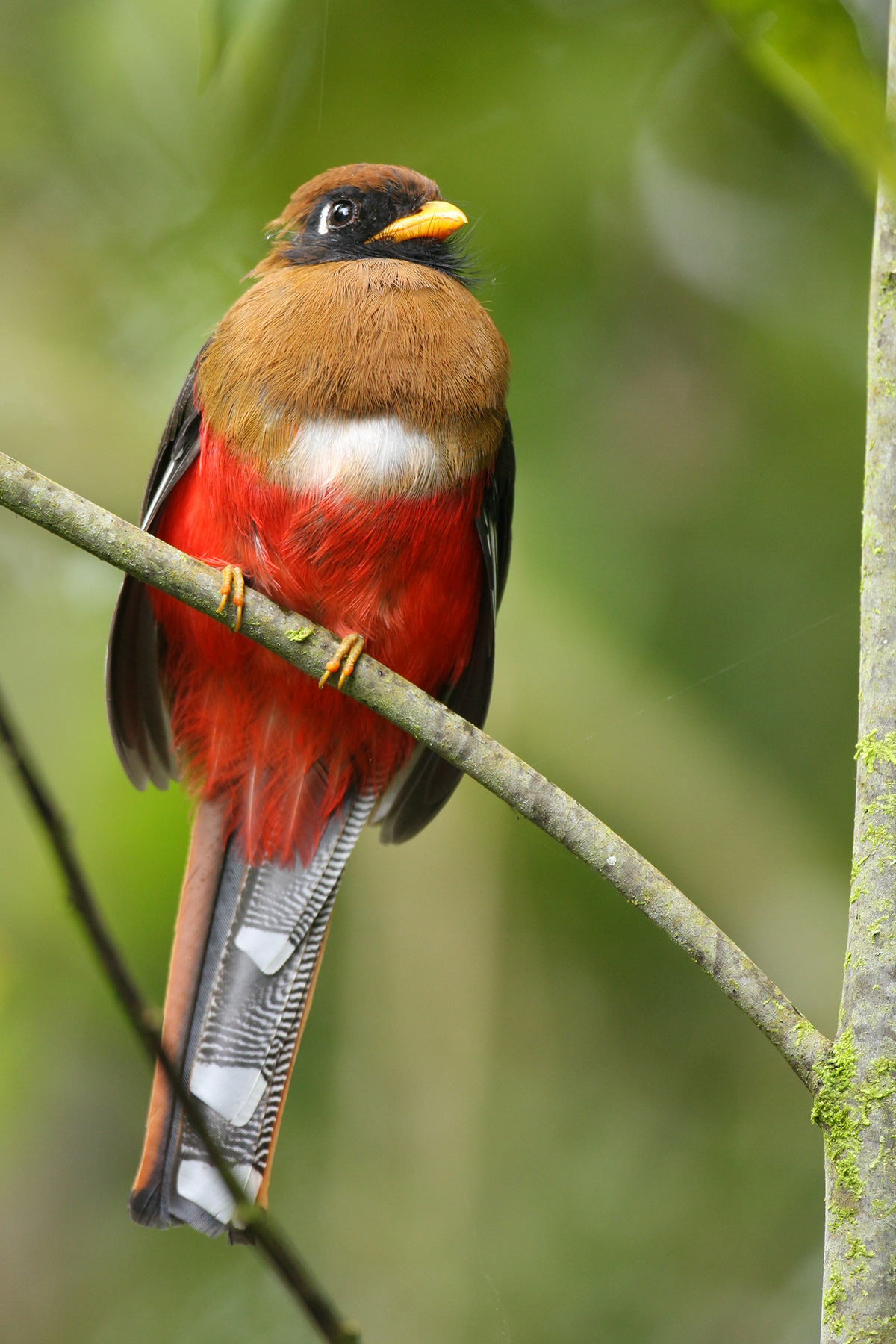
Maskentrogon, Weibchen

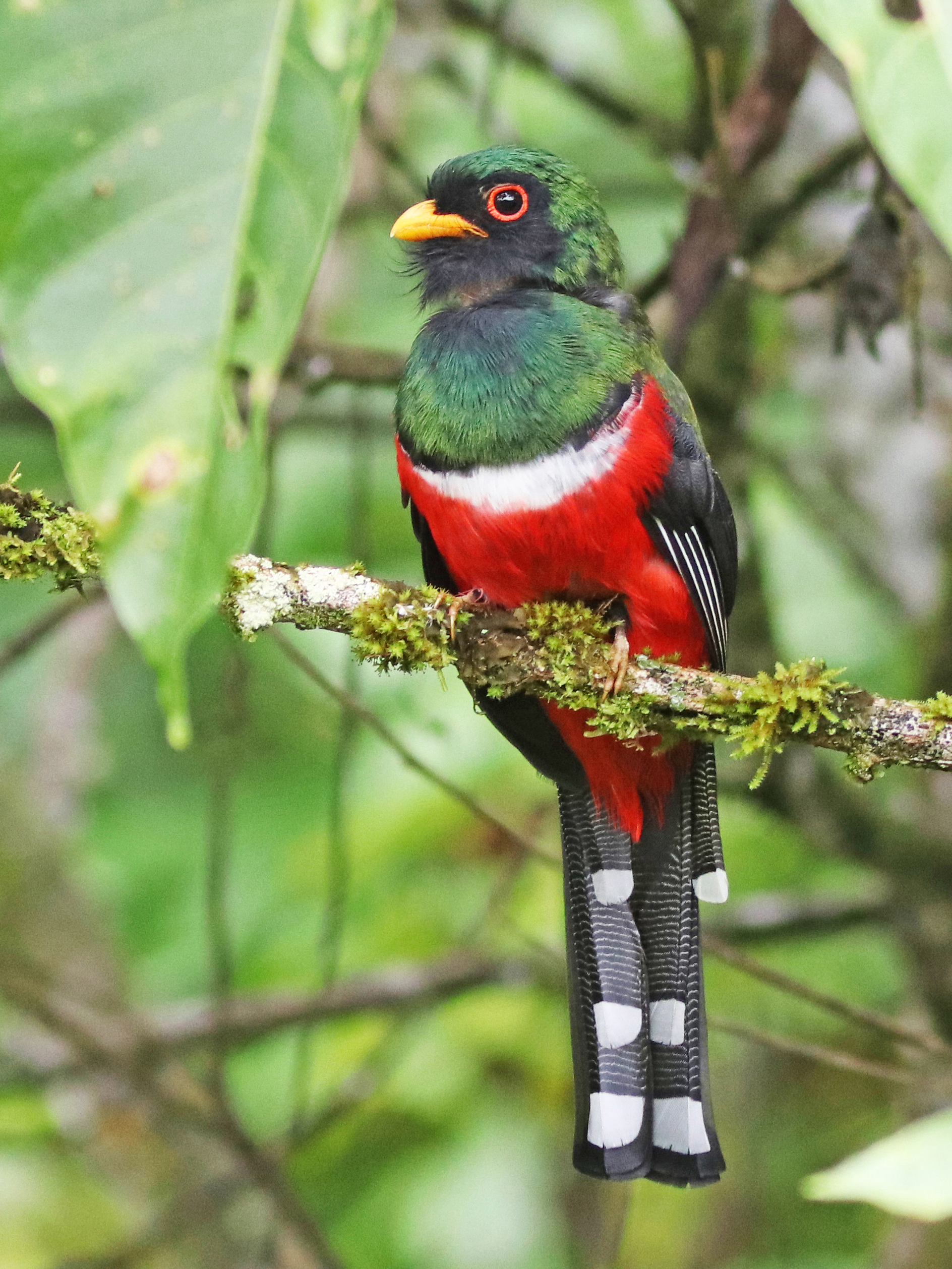
Männchen mit schwarzer "Maske"

Der Maskentrogon (Trogon personatus), Syn. Trogon personata, ist eine Vogelart aus der Familie der Trogone (Trogonidae).
Der Vogel kommt in Südamerika hauptsächlich in den Anden und Tepui-Bergen vor.
Der Lebensraum umfasst feuchte subtropische, gemäßigte Wälder und Waldränder, Bergwald an den Osthängen der Anden von 1100 bis 3300 m Höhe. Der Lebensraum kann sich in niederen Höhenlagen mit dem des Jungferntrogon (Trogon collaris) überlappen.
Der Artzusatz kommt von lateinisch personatus ‚maskiert‘.

## Merkmale
Die Art ist 25–26 cm groß und wiegt 64 g. Das Männchen hat einen gelben Schnabel, roten bis orangeroten Augenring, Gesicht und Kehle sind schwärzlich, Kopfkappe und Oberseite sowie Übergang Kehle zu Brust sind blaugrün. Der Flügelspiegel ist sehr zart schwarz-weiß gebändert und wirkt grau, die Außenfahnen der Handschwingen sind weiß, die Schwanzoberseite kupfer- oder messinggrün mit schwarzen Spitzen. Ein weißes Brustband setzt die Brust von der roten Unterseite ab, die Schwanzunterseite ist schwarz mit nur angedeuteten weißen Binden und breiten weißen Spitzen. Die Iris ist dunkelbraun, die Füße sind grau.
Das Weibchen hat eine schwarze Maske, einen weißen unterbrochenen Augenring und weißen Hinteraugenfleck, Scheitel, Oberseite und Brust sind braun, Die Schwanzoberseite ist rotbraun mit schwarzen Spitzen. Die Unterseite ab unterer Brust ist blasser rot bis zu den Unterschwanzdecken.
Jungvögel sehen wohl denen des Jungferntrogons sehr ähnlich.
Die Art ist dem Jungferntrogon sehr ähnlich, hat aber einen Hauch mehr Blau an der grünen Fiederung, die Bänderung auf dem Spiegel und der Schwanzunterseite ist deutlich schmaler, die grüne Schwanzoberseite hat einen kupferfarbenen Schimmer. Das Weibchen unterscheidet sich durch den rein gelben Schnabel, die schwarze Maske und die Bänderung der Schwanzunterseite.

## Geografische Variation
Folgende Unterarten werden anerkannt:
- T. p. sanctaemartae Zimmer, 1948[7], — Sierra Nevada de Santa Marta in Kolumbien, kräftigere helle Zeichnung auf dem Flügelspiegel
- T. p. ptaritepui Zimmer & Phelps, 1946[8], — Tepuy im Süden Venezuelas, Männchen am Rücken gold-grün, ähnlich wie der T. p. roraimae, aber beim Weibchen ist das Brustband mehr olivfarben
- T. p. duidae Chapman, 1929[9], — Cerro Duida im Süden Venezuelas, Männchen am Rücken rötlich bis bronzefarben, ähnlich wie der T. p. roraimae, aber die drei äußeren Steuerfedern sind enger weiß gebändert
- T. p. roraimae (Chapman, 1929)[10], — Auyan-Tepui, Roraima-Tepui und Umgebung in Venezuela, Guyana und Brasilien, wie Nominatform, aber kleiner, mittlere Steuerfederns dunkel kupfer bis bronzefarben Scheitel, Rücken und Brust messingfarbener, breitere weiße Schwanzbinden
- T. p. personatus Gould, 1842, Nominatform, — Anden in Kolumbien, Ecuador und Peru
- T. p. assimilis Gould, 1846[11], — von Westkolumbien und Ecuador bis Nordwesten Perus, Schnabelgröße zwischen Nominatform und T. p. temperatus, feinere Zeichnung auf dem Flügelspiegel
- T. p. temperatus (Chapman, 1923)[12], — gemäßigte Anden in Kolumbien, Ecuador und Peru, kleiner Schnabel, schmale, wenig deutliche Binden an den äußeren Steuerfedern, Scheitell und Brust blauer, Weibchen mit weißen und nicht braunen Linien im Flügelspiegel
- T. p. heliothrix Tschudi, 1844[13], — Peru, kleiner Schnabel, etwas blaugrünere mittlere Schwanzfedern, äußere drei Steuerfedern kräftiger gebändert als T. p. assimilis oder T. p. temperatus, aber weniger als T. p. personatus
- T. p. submontanus Todd, 1943[14], — Südosten Perus und Boliviens in den Andenausläufern, wie T. p. temperatus, aber Schnabel größer, Männchen blasser, Weibchen matter gefärbt

## Stimme
Der Gesang wird als variabel beschrieben, als langsame Folge von 3 bis 10 „kwa“-Lauten über einige Sekunden, als gegen Ende zu schneller werdende Folge von „whew“-Lauten, ähnlich wie der des Jungferntrogons (Trogon collaris), aber ohne anfängliches Stottern. Der Ruf ist ein sanft fragender Triller, ein abfallendes musikalisches „teegr’r’r’r’“ oder abfallende leise miauende Pfeiflaute.

## Lebensweise
Die Art ist größtenteils ein Standvogel, Wanderungen  in niedrigere Lagen kommen vor. Die Nahrung besteht aus Früchten und Insekten, letztere werden im Fluge erbeutet. Die Art folgt gemischten Jagdgemeinschaften.
Die Brutzeit liegt zwischen April und August in Kolumbien, das Nest wird in einem abgestorbenen Baumstand angelegt in einer Höhe von 3 bis 10 m. Das Gelege besteht aus 2 Eiern.

## Gefährdungssituation
Der Bestand gilt als „nicht gefährdet“ (least Concern).